# Stokes (eenheid)
Stokes is een eenheid voor kinematische viscositeit in het voormalige cgs–systeem van eenheden, en is vernoemd naar de wis- en natuurkundige George Gabriel Stokes. Het eenheidssymbool is St.
1 St := 10−4 m²/s.
Stokes is geen SI-eenheid. Officieel gebruik is niet toegestaan.